# Lutz E. von Padberg
Lutz E. von Padberg (* 22. Februar 1950 in Essen) ist ein deutscher Historiker. 

## Leben
Nach dem Ersten Staatsexamen (1974) und der Promotion (1980) an der Westfälischen Wilhelms-Universität in Münster folgte 1993 die Habilitation an der Universität Paderborn. Dort war von Padberg 1993 bis 1999 Privatdozent. Seit 1999 war er außerplanmäßiger Professor für mittelalterliche Geschichte am Historischen Institut der Fakultät für Kulturwissenschaften. Von 1986 bis 1999 war von Padberg Gastprofessor an der Evangelisch-Theologischen Fakultät in Löwen. An der Freien Theologischen Hochschule Gießen war er von 1986 bis 2013 als Dozent für Historische Theologie tätig.
Sein Forschungsschwerpunkt ist die europäische Geschichte im Frühmittelalter, insbesondere die Mission und Christianisierung Europas im Mittelalter.

## Schriften (Auswahl)
- Die Bibel – Grundlage für Glauben, Denken und Erkennen. Prolegomena zu einer biblischen Erkenntnislehre. Hänssler, Neuhausen/Stuttgart 1986.
- mit Hans-Walter Stork: Der Ragyndrudis-Codex des hl. Bonifatius. Teilfaksimileausgabe im Originalformat der Handschrift und Kommentar. Bonifatius-Verlag, Paderborn; Parzeller, Fulda 1994, ISBN 3-87088-811-3.
- Mission und Christianisierung. Formen und Folgen bei Angelsachsen und Franken im 7. und 8. Jahrhundert. Franz Steiner, Stuttgart 1995, ISBN 3-515-06737-X.
- Studien zur Bonifatiusverehrung: Zur Geschichte des Codex Ragyndrudis und der Fuldaer Reliquien des Bonifatius (= Fuldaer Hochschulschriften 25). Josef Knecht, Frankfurt 1996, ISBN 3-7820-0752-2.
- Heilige und Familie. Studien zur Bedeutung familiengebundener Aspekte in den Viten des Verwandten- und Schülerkreises um Willibrord, Bonifatius und Liudger (= Quellen und Abhandlungen zur mittelrheinischen Kirchengeschichte. Bd. 83). 2. Auflage. Selbstverlag der Gesellschaft für mittelrheinische Kirchengeschichte, Mainz 1997, ISBN 3-929135-15-9
- Die Christianisierung Europas im Mittelalter. 3. Auflage. Reclam, Stuttgart 2015, ISBN 978-3-15-018641-1.
  - Auch als Hörbuch: Auditorium Maximum, Darmstadt, 2013, ISBN 978-3-654-60365-0 (Sprecher: Axel Thielmann. Regie: Thorsten Reich).
- zusammen mit Michael von Fürstenberg: Bücherverzeichnis zur Kirchengeschichte: Eine kommentierte Bibliographie. Bonifatius, Paderborn 1999, ISBN 3-89710-061-4.
- Bonifatius – Missionar und Reformer (= C. H. Beck Wissen in der Beck’schen Reihe. Bd. 2319). Beck, München 2003, ISBN 3-406-48019-5.
- Die Inszenierung religiöser Konfrontationen. Theorie und Praxis der Missionspredigt im frühen Mittelalter (= Monographien zur Geschichte des Mittelalters. Bd. 51). Hiersemann, Stuttgart 2003, ISBN 3-7772-0324-6.
- Christianisierung im Mittelalter. Theiss, Darmstadt/Stuttgart 2006, ISBN 3-8062-2006-9.
- In Gottes Namen? Von Kreuzzügen, Inquisition und gerechten Kriegen. Brunnen, Gießen/Basel 2010, ISBN 978-3-7655-1753-2.

## Einzelbelege
1. ↑  Gießener Zeitung vom 20. Februar 2013: Mittelalter: Ein „finsteres“ Kapitel? Abschiedsvorlesung von Prof. Dr. Lutz v. Padberg an der FTH, abgerufen am 13. Oktober 2014.

| Personendaten    | Personendaten        |
| ---------------- | -------------------- |
| NAME             | Padberg, Lutz von    |
| KURZBESCHREIBUNG | deutscher Historiker |
| GEBURTSDATUM     | 22. Februar 1950     |
| GEBURTSORT       | Essen                |